# Aeródromo de Kaliningrado-Devau
El Aeródromo de Königsberg-Devau (del ruso: Аэродром Кенигсберг-Девау) (IATA: , ICAO: ) es un aeródromo deportivo ubicado 5 km al noreste de Ciudad de Königsberg, capital del Königsberg. 
Se trata de un pequeño aeródromo con poco mantenimiento, dedicado principalmente a la aviación deportiva, al vuelo de ultraligeros y al paracaidismo.

## Pista
Cuenta con una pista de hormigón en dirección 01/19, de 1.400 x 10 m (4.593 x 33 pies).